# Traicionera
Traicionera é uma telenovela mexicana, produzida pela Televisa e exibida em 1963 pelo Telesistema Mexicano.

## Elenco
- Anita Blanch
- Luis Aragón
- Maruja Grifell
- José Gálvez